# 圣卡洛斯-杜伊瓦伊
圣卡洛斯-杜伊瓦伊是巴西巴拉那州的一个市镇。总面积225.077平方公里，总人口5987人，人口密度26.6人/平方公里。